# مرادآباد (باخرز)
مرادآباد (تایباد)، روستایی از توابع مرکزی شهرستان باخرز در استان خراسان رضوی ایران است.

## جمعیت
این روستا در دهستان مالین قرار دارد و براساس سرشماری مرکز آمار ایران سرشماری عمومی نفوس و مسکن سال ۱۳۹۵ دارای ۱۲۰ خانوار و جمعیت ۴۳۱ نفر می‌باشد.